# Sheffield United FC
Sheffield United Football Club este un club de fotbal din Sheffield, Anglia, care evoluează în EFL Championship.
Echipa joacă meciurile de acasă pe stadionul Bramall Lane, cu o capacitate de 32.702 de locuri. Echipa este supranumită Blades (săbiile) în referire la producția de oțel și arme din orașul Sheffield. Există o rivalitate majoră cu concitadina Sheffield Wednesday FC.

## Istorie
Clubul a fost înființat la 22 martie 1889 de către Sheffield United Cricket Club la propunerea lui Sir Charles Clegg. Clegg a fost un sportiv recunoscut și celebru în Sheffield și a fost și președintele Sheffield Wednesday, un alt club de fotbal din oraș. Echipa a fost apoi formată la șase zile după ce peste 20.000 de oameni au călătorit la Bramall Lane pentru a urmări semifinala FA Cup dintre Preston și West Bromwich Albion. Veniturile din această întâlnire au făcut astfel posibilă construirea unei echipe într-un timp foarte scurt. Săbiile joacă apoi primul lor meci la 7 septembrie 1899 pierzând cu 4-1 în fața echipei Notts Rangers. Primul meci de pe Bramall Lane din istoria Sheffield United a fost o înfrângere cu 4-0, la 28 septembrie în același an, împotriva clubului Birmingham St.George's. În general, primul sezon al lui United va consta în amicale și meciuri în competițiile locale. Cu toate acestea, clubul a obținut prima sa performanță notabilă când a reușit să ajungă în turul doi al FA Cup învingând pe Burnley cu 2-1. În runda următoare, însă, echipa va fi zdrobită de Bolton cu scorul de 13-0.
În sezonul următor, clubul s-a alăturat Midland Counties League și a terminat pe locul cinci. În acest sezon au apărut pentru prima dată dungile roșii pe tricoul alb. Sheffield a petrecut apoi un sezon în Liga Nordului, la finalul căruia echipa a terminat pe locul trei. După aceasta, clubul a solicitat să se alăture campionatului First Division. Au primit însă doar cinci voturi, și alb-roșii au fost admiși în divizia a doua.
Clubul a cunoscut apoi succesul imediat și a obținut promovarea în prima divizie la sfârșitul sezonului 1892-1893, după ce a terminat pe locul al doilea. Primele sezoane în cadrul elitei fotbalului englez sunt încurajatoare. Clubul a terminat o singură dată sub locul al zecelea și după ce a terminat pe locul al doilea în clasament la sfârșitul sezonului 1896-1897, United a avut primul succes major din istoria lor în sezonul 1897-1898 în câștigarea primului și până acum singurul campionat al Angliei, în istoria sa. După ce au câștigat campionatul, Săbiile concurează și câștigă titlul neoficial de „Campionii Marii Britanii împotriva lui Celtic, care tocmai deveniseră campioni ai Scoției. Sezonul următor a fost însă mai complicat pentru Sheffield care a terminat pe locul 16 în clasament, evitând însă retrogradarea.
La 15 aprilie 1899, clubul a cunoscut un alt mare succes prin câștigarea primei FA Cup din istoria sa după o victorie convingătoare împotriva lui Derby County, 4-1. Doi ani mai târziu, Săbiile au ajuns din nou în finala competiției, dar au fost învinși de Tottenham.
Clubul a câștigat din nou trofeul în anul următor împotriva lui Southampton cu scorul de 2-1 la rejucare.
Deși a rămas mult timp în prima divizie, Sheffield nu a mai reușit să joace rolurile principale în ligă la începutul secolului al XX-lea, cel mai bun rezultat fiind un loc al patrulea în 1907.
Următoarea apariție a clubului în finala Cupei va avea loc la 24 aprilie 1915 pe Old Trafford. Sheffield United a câștigat cu 3-0 împotriva lui Chelsea și a adăugat astfel un al treilea titlu major pe lista de succese. Această întâlnire a fost ultimul meci de fotbal jucat în Anglia înainte de Primul Război Mondial.
Când fotbalul a revenit, clubul s-a scufundat în a doua jumătate a clasamentului și chiar a retrogradat, terminând pe locul 20 la sfârșitul sezonului 1920-1921.
La 25 aprilie 1925, Săbiile s-au întors în finala FA Cup și au câștigat cu 1-0 împotriva lui Cardiff. Acesta este ultimul lor succes într-o competiție până în prezent.
În 1976, clubul a retrogradat în Divizia a II-a , apoi în Divizia a III-a în 1979. În 1981, echipa a coborât chiar în Divizia a IV-a.
După aproape paisprezece ani în diviziile inferioare ale Angliei, Sheffield a urcat în Prima Divizie în 1990 și a ajuns în semifinala Cupei Angliei în sezonul 1992–93, înainte de a coborî din nou în Divizia a II-a în 1994.
Următorul deceniu a fost marcat de unele rezultate bune: echipa a reușit să ajungă în semifinalele Cupei Angliei și ale Cupei Ligii în 2003.
Clubul a revenit în Premier League la sfârșitul sezonului 2005-2006, terminând pe locul secund în divizia a doua, dar a căzut direct după o înfrângere în ultima etapă împotriva lui Wigan, 2-1. În sezonul 2010-2011, clubul a retrogradat în League One (divizia a treia engleză).
În 2017, Sheffield United a câștigat League One (divizia a treia engleză) și a promovat în Championship (divizia a doua engleză). În 2019, Sheffield United a promovat în Premier League terminând pe locul al doilea în clasamentul din Championship. După două sezoane, clubul a fost din nou retrogradat în eșalonul secund. Alte două sezoane au fost petrecute în Championship, apoi în sezonul 2022-23, Sheffield United a încheiat pe poziția secundă în Championship și a promovat în Premier League.

## Palmares
- Football League First Division: 1897-98
- Football League Second Division: 1952-53
- FA Cup: 1899, 1902, 1915, 1925